# Grève de l'industrie de la chaussure de Québec
La grève de l'industrie de la chaussure de Québec est un conflit de travail opposant l’Association des manufacturiers de chaussures de Québec (AMCQ) à trois syndicats de métier affiliés à la Confédération des travailleurs catholiques du Canada (CTCC) en 1926.
Il s’agit de la plus importante grève de la décennie (88 677 jours ouvrables perdus) et de la première grande grève de la CTCC. La grève de l'industrie de la chaussure de Québec, qui a duré quatre mois, fut précédée d’une grève de deux semaines en 1925.

## Contexte
L’industrie de la chaussure est très importante à Québec au début du siècle. Avec ses industries connexes, elle emploie environ la moitié de la main d’œuvre de la ville. 
Les syndicats de métiers, au nombre de trois, regroupent environ 3 000 cordonniers. Organisés depuis la fin du XIXe siècle, ils obtiennent une échelle de salaire ainsi que « l’atelier syndical », c'est-à-dire la syndicalisation obligatoire de tout travailleur. Ils sont le fer de lance du mouvement syndical dans la ville et l’un des piliers de la CTCC,.
La partie patronale est organisée dans l’Association des manufacturiers de chaussures de Québec (AMCQ). Elle tente d’abolir à deux reprises, sans succès, « l’atelier syndical ». Cela donne lieu à des conflits de travail importants en 1900 et 1913. Depuis le début des années 1920, elle argue d’une perte de compétitivité pour réclamer une baisse générale des salaires de 33 %,.

## Déroulement
Le 2 novembre 1925, la partie patronale lance un ultimatum aux ouvriers. À compter du 16 novembre un nouveau règlement de régie interne entrera en vigueur, il prévoit une réduction des salaires du tiers, et l’élimination à toute fin pratique des syndicats de la gestion du travail. Les syndicats ripostent en proposant un compromis, des baisses de salaires moins importantes, mais les patrons refusent.
Le 16 novembre 1925, à l’échéance de l’ultimatum, les syndiqués ne se présentent pas au travail. C’est le début, « spontané », d’une grève générale. Quatorze manufactures sont immobilisées.
Maxime Fortin, l’aumônier général de la CTCC, propose à monseigneur Langlois, l’évêque auxiliaire de Québec, d'écrire aux parties le 20 novembre pour leur proposer un arbitrage.
Le 30 novembre 1925 les parties acceptent l’arbitrage et le travail reprend dans les manufactures.
Durant l’hiver 1925-1926, les syndicats tentent d’obtenir des conventions collectives dans certaines manufactures. La manufacture Marsh décide de ne plus reconnaitre les syndicats, décrète « l’atelier ouvert » en engage des briseurs de grève. Des affrontements violents surviennent avec les grévistes.
La sentence arbitrale est rendue le 28 avril 1926, elle accueille favorablement toutes les demandes patronales. L’arbitre syndical est dissident. Maxime Fortin menace de quitter le syndicalisme catholique si les syndiqués ne respectent pas leur parole.
Le 3 mai 1926, sans mot d’ordre syndical explicite, la grève reprend progressivement dans les manufactures à l’initiative de groupes de syndiqués. Pierre Beaulé, président de la CTCC et organisateur du Conseil central national des métiers du district de Québec, lui-même cordonnier, ne fait pas d’appel au retour au travail mais reconnait plutôt que la sentence arbitrale est inapplicable. 
Le 7 mai 1926, les patrons décrètent « l’atelier ouvert » dans toutes les manufactures, et embauchent des briseurs de grève au taux de la sentence arbitrale. Les nouveaux employés doivent signer un contrat individuel dans lequel ils s’engagent à ne pas faire partie d’un syndicat.
Les affrontements entre grévistes et briseurs de grève sont nombreux durant le printemps 1926,. Selon les syndicats, la police s’acharne contre les grévistes, les arrestations et les condamnations sont de plus en plus nombreuses.
Le 1er septembre 1926, les syndicats mettent officiellement fin à la grève,.
En novembre 1926, les manufacturiers signent un pacte dans lequel ils s’engagent à garder réciproquement « l’atelier ouvert » chez eux. C’est une victoire patronale sans équivoque.

## Bilan

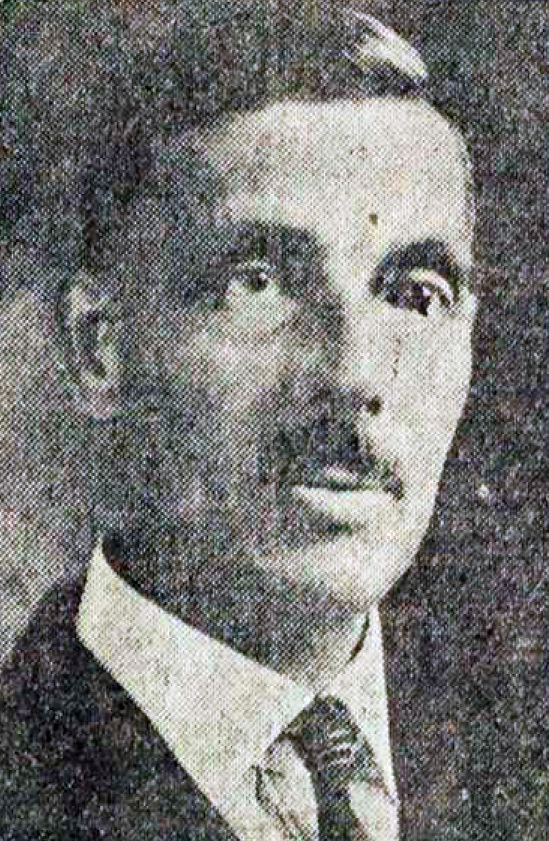
Selon Pierre Beaulé, président de la CTCC, le patronat était en « guerre ouverte » contre les syndicats catholiques.

La grève de la chaussure fut perdue. Toutefois, selon le rapport annuel 1927 de l’association patronale, près de 1 500 syndiqués refuseront définitivement de revenir au travail et n’accepteront jamais les termes de la sentence arbitrale.
Il faudra 10 ans aux syndicats de la chaussure pour reprendre pied dans les manufactures de Québec et 25 ans pour retrouver les conditions de travail et le salaire de 1925.
La grève de la chaussure fut très dure pour la CTCC et les syndicats catholiques de Québec. Selon Pierre Beaulé, le patronat était en « guerre ouverte » contre les syndicats catholiques. Cette grève fut un moment important de la lente de prise de conscience des syndicalistes catholiques et contribua à leur faire perdre leurs illusions sur la bonne volonté et la conscience sociale du patronat,.